# Atayonek
Atayonek, jedno od brojnih manjih podplemena ili plemena Unalachtigo Indijanaca, šira skupina Delaware koja je živjela negdje na donjem toku Delaware. Spominje ih Sultzman u svojoj Povijesti Delawara a citira ga i Evan T. Pritchard u svojem No Word for Time. Swanton i Hodge ih nemaju na svojim popisima Delawarskih bandi. 